# Dig jag ödmjukt vill betrakta
Dig jag ödmjukt vill betrakta är en kristen psalm. Texten är skriven av Johan Åström.
|  |
|  |

## Publicerad i
- 1819 års psalmbok, som nummer 71 under rubriken "Återlösningen: Jesu kärleksfulla uppenbarelse i mänskligheten: Jesu person, lära och gärningar".